# Świętosław
Świętosław, Święcesław, Święcsław, Święsław (chorw. Svjetoslav, serb. Svetoslav) – starosłowiańskie imię męskie. Złożone jest z członów: Święto- („święty”, „silny, mocny”) i -sław („sława”) i oznacza człowieka cieszącego się mocną sławą. W materiałach źródłowych występuje od XII wieku. Do końca XV wieku imię to zanotowano u około 1000 osób. 
Żeńskie odpowiedniki: Świętosława, Święcsława, Święsława.
Świętosław imieniny obchodzi: 3 maja, 2 sierpnia, 29 sierpnia i 31 sierpnia.
Znane osoby noszące imię Świętosław:
- Świętosław (?–1410) – biskup łucki
- Swiatosław Richter – rosyjski pianista
- Światosław I – kniaź Rusi Kijowskiej
- Swetosław Todorow – bułgarski piłkarz
- Świętosław Milczący – polski Sługa Boży
- Światosław Szewczuk – biskup Ukraińskiej Cerkwi Greckokatolickiej